# Paulette Veste
Paulette Veste (née le 24 février 1928 à Lespesses) est une athlète française, spécialiste du lancer du poids et du lancer du disque. 

## Biographie
Elle se classe quatrième du lancer du poids et dixième du lancer du disque lors des Jeux olympiques de 1948 à Londres. Quatre ans plus tard, aux Jeux olympiques de 1952 à Helsinki, elle prend la neuvième place du lancer du poids et la seizième place du lancer du disque.
Elle remporte trois titres de championne de France du lancer du poids (1949, 1952 et 1953), et trois titres de championne de France du lancer du disque (1948, 1951 et 1952).
Elle améliore à deux reprises le record de France du lancer du disque, le portant à 38,83 m et à 40,95 m en 1948.

### Palmarès
- Championnats de France d'athlétisme :
  - 3 fois vainqueur du lancer du poids en 1949, 1952 et 1953
  - 3 fois vainqueur du lancer du disque en 1948, 1951 et 1952.

### Records
| Épreuve          | Performance | Lieu | Date |
| ---------------- | ----------- | ---- | ---- |
| Lancer du poids  | 13,26 m     |      | 1952 |
| Lancer du disque | 42,28 m     |      | 1951 |